# Кралица-консорт
Кралицата консорт е жената на управляващия крал. Тя обикновено разделя социалния ранг и статут на съпруга си. В исторически план не споделя кралските политически и военни правомощия.